# كلايتون فيريرا كروز
كلايتون فيريرا كروز (بالبرتغالية: Clayton Ferreira Cruz) (19 يوليو 1975 في البرازيل - ) هو لاعب كرة قدم برازيلي في مركز الوسط. لعب مع أتلتيكو مينييرو وأيل ليماسول وسبورتينغ لشبونة وفيتوريا دي غيماريش ونادي أمريكا ونادي أومونيا ونادي بورتو ونادي سبورت ريسيفه ونادي غواراني ونادي بينفايل وألكي لارانكا ‏ ونادي سانتا كلارا وSerrano Sport Club ‏.

## وصلات خارجية
- كلايتون فيريرا كروز على موقع قاعدة بيانات كرة القدم.إي يو (الإنجليزية)
- كلايتون فيريرا كروز على موقع Soccerway.com (الإنجليزية)